# Sarakína
Sarakína är en ort i Grekland.   Den ligger i prefekturen Trikala och regionen Thessalien, i den centrala delen av landet, 260 km nordväst om huvudstaden Aten. Sarakína ligger 176 meter över havet och antalet invånare är 460.
Terrängen runt Sarakína är varierad. Runt Sarakína är det ganska glesbefolkat, med 42 invånare per kvadratkilometer. Närmaste större samhälle är Trikala, 16,3 km sydost om Sarakína. Trakten runt Sarakína består till största delen av jordbruksmark.